# Maudits je vous aimerai !
Pour plus de détails, voir Fiche technique et Distribution.
Maudits je vous aimerai ! (titre original : Maledetti vi amerò) est un film italien réalisé par Marco Tullio Giordana, sorti en 1980.

## Synopsis
Riccardo, militant en 1968, revient en Italie après cinq ans passés au Venezuela. Il est alors confronté aux énormes changements subis par le pays et aux choix de vie faits par ses anciens compagnons de contestation, et il s'interroge sur le sens de son engagement passé. Il se met à dessiner au crayon les contours des cadavres sur les photos des magazines. Il remarque alors que les légendes des photos des magazines, qui identifient la victime comme une personne de droite ou de gauche, perdent leur importance lorsqu'il reproduit les contours de leurs corps.

## Fiche technique
- Titre : Maudits je vous aimerai !
- Titre original : Maledetti vi amerò
- Réalisation : Marco Tullio Giordana
- Scénario : Marco Tullio Giordana et Vincenzo Caretti
- Production : Elda Ferri et Mario Gallo
- Musique : Franco Bormi
- Photographie : Giuseppe Pinori
- Montage : Sergio Nuti
- Pays d'origine : Italie
- Format : Couleurs - Mono
- Durée : 84 minutes
- Date de sortie : 1980

## Distribution
- Flavio Bucci : Riccardo, detto Svitol
- Biagio Pelligra : Commissaire
- Micaela Pignatelli : Letizia
- Alfredo Pea
- Anna Miserocchi : La mère
- Agnès Nobecourt : Guya

## Récompenses et distinctions
- Léopard d'or au Festival de Locarno